# Ókemence
Ókemence (ukránul: Кам'яниця [Kamjanicja]) falu Ukrajnában, Kárpátalján, az Ungvári járásban.

## Fekvése
Ungvártól északkeletre, az Ung-folyó partján, Nevicke és Kapuszög közt fekvő település. Ókemencénél található az Ung folyón 1941-ben átadott Ung-völgyi Vízerőmű duzzasztó- és vízkivételi műve.

## Története
Ókemence nevét 1451-ben említette először oklevél „Kemencze” néven.
A 18. század végén Vályi András így ír róla: „KEMENCZE. Ó, és Új Kemencze. Két orosz falu Ungvár Várm. földes Urok a’ K. Kamara, lakosai katolikusok, és ó hitűek, fekszenek nem meszsze Ung vizétől, Új Kemenczének vidékje soványos, vagyonnyai selejtesek, amá pedig a’ természetnek szép javaival megáldatott.”
Fényes Elek 1851-ben kiadott geográfiai szótárában így ír a faluról: „Kemencze (Ó), Ungh vmegyében, orosz falu, Ungvárhoz északra 1 1/4 órányira: 25 római, 306 g. kath., 6 zsidó lak. Kallómalom. F. u. a kamara.”
A trianoni béke előtt Ung vármegye Ungvári járásához tartozott. Az első világháborút követően a községet a mesterségesen létrehozott Csehszlovákiához csatolták, majd 1938-tól ismét Magyarországhoz tartozott 1944 őszéig, amikor a szovjet csapatok megszállták.
Ennek következtében 1945-ben az Ukrán Szovjet Szocialista Köztársaság, s ezzel együtt a Szovjetunió részévé vált. 1991 óta a független Ukrajna része.

## Népessége
1910-ben 630 lakosából 59 magyar, 34 német, 512 ruszin volt; ebből 49 római katolikus, 522 görögkatolikus, 43 izraelita volt.
| 2001 | 1 876 |

A népesség anyanyelv szerinti megoszlása a teljes népesség %-ában (2001)

## Közlekedés
A települést érinti a Csap–Ungvár–Szambir–Lviv-vasútvonal.